# Nicolás Alejandro Ali
Nicolás Alejandro Ali (Mendoza Capital, Provincia de Mendoza, Argentina; 26 de septiembre de 1996) es un futbolista argentino. Juega de mediocampista y su equipo actual es Huracán Las Heras que disputa el Torneo Federal A de Argentina.

## Trayectoria
De las inferiores en Huracán Las Heras, debutó siendo titular el 14 de marzo de 2016 en un partido correspondiente a la 5.ª fecha del Federal B frente a Argentino de Mendoza. Ese día Huracán ganó 2-0 y Nicolás Ali marcó el primer tanto, logrando su primer gol el día de su debut. Esa temporada jugaría 5 partidos más. 
Asimismo, en la actual temporada (2017/18) lleva disputados 24 partidos con 3 goles: el primero frente a Unión Villa Krause de San Juan en el empate 1-1 por la fecha 8, el segundo frente a Deportivo Maipú en la victoria del Globo 3-1 en la décima fecha y el último frente a San Lorenzo de Catamarca.
Hoy en día es pieza fundamental del equipo Huracán Las Heras que pelea el Federal A.

## Clubes
| Club              | País      | Año             |
| ----------------- | --------- | --------------- |
| Huracán Las Heras | Argentina | 2015 - Presente |

## Estadísticas
| Club                        | Temporada   | Partidos | Goles |
| --------------------------- | ----------- | -------- | ----- |
| Huracán las Heras Argentina | 2015 / 2016 | 5        | 1     |
| Huracán las Heras Argentina | 2016 / 2017 | -        | -     |
| Huracán las Heras Argentina | 2017 / 2018 | 24       | 3     |

## Distinciones
| Club                        | Logro                | Temporada |
| --------------------------- | -------------------- | --------- |
| Huracán Las Heras Argentina | Ascenso al Federal A | 2016      |